# لافایت (جورجیا)
لافایت، جورجیا (به انگلیسی: LaFayette, Georgia) یک شهر در ایالات متحده آمریکا با جمعیت ۷٬۱۲۱ نفر است که در جورجیا واقع شده‌است.

## موقعیت جغرافیایی
موقعیت جغرافیایی شهرها و مناطق اطراف به شرح زیر است: